# Tvåspråkig kommun

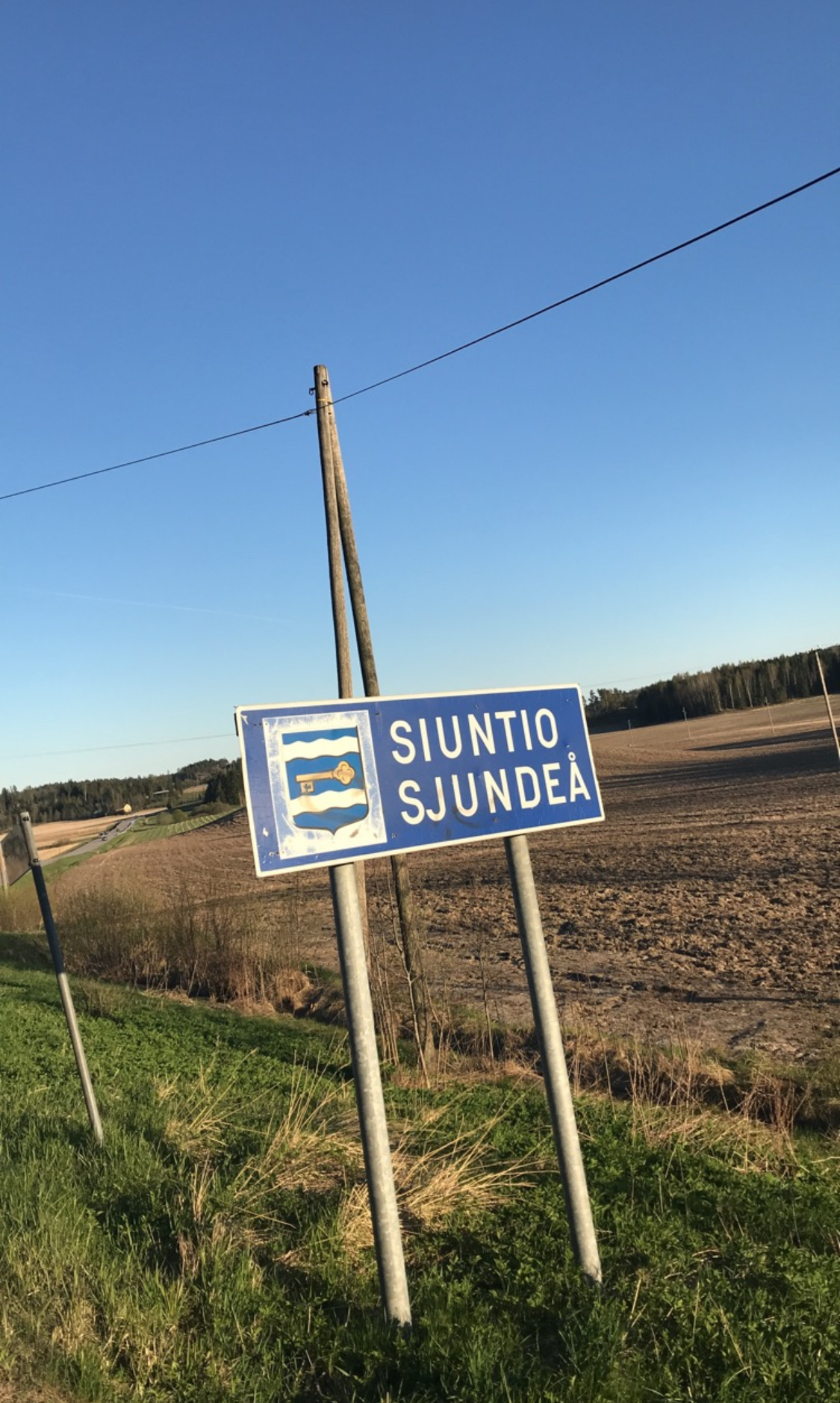
Sjundeå kommuns kommungräns med kommunens namn på finska och svenska.

I Finland är en tvåspråkig kommun en kommun där den finsk- eller svenskspråkiga minoriteten utgör minst åtta procent eller minst 3 000 personer. 
Statsrådet i Finland bestämmer vilka kommuner som ska vara tvåspråkiga samt vilket språk som utgör majoritetsspråket i respektive kommun. Detta görs baserat på statistik över det språk som varje kommuninnevånare registrerat som sitt modersmål (varvid endast ett språk kan väljas). En tvåspråkig kommun förblir tvåspråkig tills minoriteten sjunkit till under 3000 och under sex procent. Dock kan en tvåspråkig kommun där minoriteten minskat till under 3000 och under sex procent begära hos Finlands statsråd, att trots detta få förbli tvåspråkig. 
Kommuner i samernas hembygdsområde kan också vara två- eller flerspråkiga (med finska och samiska), men då denna tvåspråkighet inte regleras av Språklagen (utan av Samisk språklag) innefattas kommunerna ifråga i allmänhet inte då man talar om tvåspråkiga kommuner som juridiskt begrepp i Finland.